# (2794) Kulik
(2794) Kulik ist ein Asteroid des Hauptgürtels, der am 8. August 1978 vom russischen Astronomen Nikolai Stepanowitsch Tschernych am Krim-Observatorium in Nautschnyj (IAU-Code 095) entdeckt wurde.
Der Asteroid wurde nach dem russischen Mineralogen Leonid Alexejewitsch Kulik (1883–1942) benannt,  der für seine Forschungen auf dem Gebiet von Meteoriten bekannt ist und 1927 die erste sowjetische Forschungsexpedition zur Untersuchung des Tunguska-Vorfalls leitete.